# سيلفيو سانتوس
سيلفيو سانتوس (بالبرتغالية: Silvio Santos) (12 ديسمبر 1930 - 17 أغسطس 2024)، هو شخصية أعمال ومقدم تلفزيوني برازيلي، ولد في 12 ديسمبر 1930 في ريو دي جانيرو في البرازيل.

## وصلات خارجية
- الموقع الرسمي
- سيلفيو سانتوس على موقع IMDb (الإنجليزية)
- سيلفيو سانتوس على موقع ميوزك برينز (الإنجليزية)
- سيلفيو سانتوس على موقع ديسكوغز (الإنجليزية)
- سيلفيو سانتوس على موقع قاعدة بيانات الفيلم (الإنجليزية)